# Татранский национальный парк
Татранский национальный парк (пол. Tatrzański Park Narodowy) — национальный парк в южной части Польши, на границе со Словакией. Вместе с одноимённым национальным парком в Словакии образует единую охраняемую природную территорию. Площадь — 211,64 км².

## История
Национальный парк был открыт в 1954 году на площади 22 тысяч га для охраны уникальных горных ландшафтов Татринских гор. В 1993 году Татранский национальный парк, совместно с граничащим с ним словацким национальным парком, получил статус биосферного заповедника ЮНЕСКО.

## География
На территории национального парка расположена высочайшая горная вершина Польши — Рысы, высота которой составляет 2499 м над уровнем моря. В парке имеется около 650 пещер, среди которых система пещер Велка-Снежна является самой длинной (около 18 км) и самой глубокой (до 814 м). На территории парка протекают несколько ручьёв и располагаются около 30 горных озёр, крупнейшее из которых — Морске-Око (0,349 км²). Крупнейший водопад — Велка-Сиклава, высота которого составляет 70 м.

## Флора и фауна
На высотах менее 1250 м преобладают леса из пихты и берёзы, а выше указанной высоты — еловые леса. Выше отметки в 1800 м простираются альпийские луга. В парке обитают альпийский сурок, серна, беркут, филин, краснокрылый стенолаз.